# マダム・ヌー
マダム・ゴ・ディン・ヌー（Madame Ngo Dinh Nhu、1924年4月15日 - 2011年4月24日）は、南ベトナムのゴ・ディン・ジエム大統領の実弟である大統領顧問・秘密警察長官ゴ・ディン・ヌーの妻。本名はチャン・レ・スアン（Trần Lệ Xuân、陳麗春）。

## 生涯

### 生い立ち
フランス領インドシナ（現ベトナム）の首都ハノイで生まれる。父親は弁護士で、母親は阮朝第9代皇帝ドンカイン（同慶帝）の縁戚という上流階級の家柄であった。
高校卒業後に国立図書館で勤務し、第二次世界大戦中の1943年に、後に南ベトナム大統領の顧問になるゴ・ディン・ヌーと結婚した。結婚後、夫に合わせて仏教徒からキリスト教徒に改宗する。
幼少時から生涯を通じての親友は日本人女性だったと明かしている。

### 反共産主義者

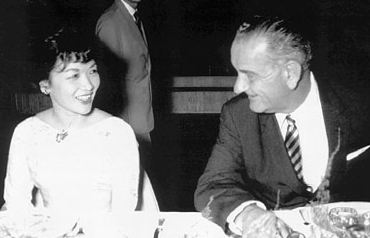
アメリカのリンドン・B・ジョンソン副大統領と（1961年）

第一次インドシナ戦争におけるフランスの敗戦で、ベトミン軍がフエ市内に進駐。ベトミンと敵対したフランスや、その傀儡となっていた阮朝と関係が深かったため、「反ベトミン派」とみなされ、彼女を含めた一家は4ヶ月間軟禁されて、一日粥二杯のみの食事という過酷な待遇を受け、さらに長兄一家は銃殺されてしまう。この軟禁中の待遇が、彼女を強烈な反共産主義者に仕立てていったとされる。
1955年に、夫の実兄であるゴ・ディン・ジエムが南ベトナムの初代大統領となったが、生涯を通じ結婚しなかったため、ゴ・ディン・ジエムの実弟で、大統領顧問を務めるゴ・ディン・ヌーの妻である彼女が「マダム・ヌー」と呼ばれ、事実上の南ベトナムのファーストレディとして振舞うことになった。

### ドラゴン・レディ
1963年、カトリック教徒優遇政策と仏教徒に対する弾圧を推し進めたジエム政権に抗議して、首都のサイゴン市内で焼身自殺を完遂した僧侶、ティック・クアン・ドックの行動を、「あんなのは単なる人間バーベキューよ」「僧侶が一人バーベキューになったから何だって云うの」「西欧化に抗議するのにアメリカ製のガソリンを使うなんて矛盾してるわ」「こんど同じことをするなら、ガソリンとマッチを進呈する」などと、英語でアメリカ合衆国のテレビインタビューで発言した。
この発言は、世界中のメディアで報道され、大きな反感を国内外から買い、直後に謝罪をしたものの、当然世間は黙っていなかった。当時の南ベトナムの事実上の宗主国である、アメリカ合衆国大統領のジョン・F・ケネディもこれに激怒し、これは1963年11月の軍事クーデター の一因になったと言われている。つまり、この発言によって、夫と、国主である義理の兄の命をもって償う結果になった。このような発言を連発したことと、実力者である夫の威を借りて強権的な態度を取り続けたことから、欧米のメディアからドラゴン・レディという渾名をつけられた。

### 国外逃亡後
1963年11月の軍事クーデターで、ジエム大統領および夫のヌー大統領顧問は殺害されたが、マダム・ヌーは生き延び、国外逃亡した。1964年に南ベトナムに戻ろうとしたが入国を拒否され、事実上の国外追放となった。
その後、ベトナム戦争の期間を含めて帰国することはかなわず、アメリカ合衆国やイタリア、フランスなど欧米諸国を転々とした。その後統一され、社会主義国となったベトナム社会主義共和国にも戻らず、2011年4月24日にイタリアのローマの病院で死去した。
長女のゴ・ディン・レ・トゥイ（英語: Ngô Đình Lệ Thủy）は、1967年4月12日にフランスのロンジュモーにて、22歳で自動車事故死した。次女のゴ・ディン・レ・クエン（英語: Ngô Đình Lệ Quyên）も、2012年4月16日にイタリアのローマにて52歳で、姉と同じく自動車事故により死去した。